# Cyphura geminia
Cyphura geminia är en fjärilsart som beskrevs av Pieter Cramer. Cyphura geminia ingår i släktet Cyphura och familjen Uraniidae. Inga underarter finns listade i Catalogue of Life.